# ششليك

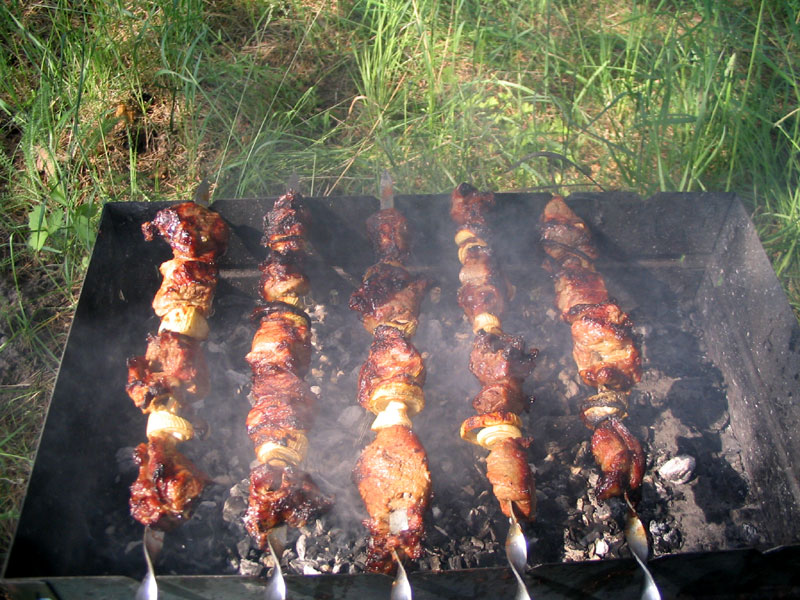
Şaşlığın.

الششليك أو الشيشلك طعام من اللحم وخضروات مختلفة، وتشبك ببعضها في عود خشب أو سلك طولة 20 - 25 سنتيمتر، ويحمر في الزيت أو يشوى على النار. هذا النوع من الكباب منتشر في إيران وتركيا وروسيا وبلغاريا وأذربيجان، ويرجع أصله إلى التتار القاطنين في روسيا.

## طريقة عمله
يقطع لحم الضأن أو العجول مكعبات 3 سم في 3 سنتيمتر. ويقطع الخضروات المكونة مثلا من الكوسة والفلفل الرومي الأحمر والأصفر أيضا بمقاس 4 سم في 4 سم، والبصل يقسم إلى 4 قطع. ويؤتي بالأسياخ أو أعواد الخشب الرفيعة قطر 3 مليمتر وبطول 25 سنتيمتر. وتغرس الخضروات المقطعة على التناوب مع اللحم في العيدان، بحيث يكون نصيب الفرد اثنان من الأعواد. تُتبل العيدان بالملح و الفلفل الأسود و مسحوق الكبابة الصيني.
تحمر الأعواد في طاسة واسعة في قليل من الزيت، أو يشوى لمدة نحو 12 - 15 دقيقة. ويقدم مع سلاطة وأرز.
- يكتسب هذا الطبق طعما مميزا إذا كان الأرز محضرا بطريقة الحج رز المصري، وهو أرز محضر بالبهار ومضاف إليه الفول السوداني والزبيب.